# Новиков, Вячеслав Павлович
Вячеслав Павлович Новиков (род. 24 декабря 1940) — советский баскетболист и баскетбольный тренер.

## Карьера
Вячеслав Новиков выступал в составе «Уралмаш».
На чемпионате Европы 1961 года привлекался в сборную и стал чемпионом Европы.